# Lewałd Wielki
Lewałd Wielki (niem. Groß Lehwalde) – wieś w Polsce położona w województwie warmińsko-mazurskim, w powiecie ostródzkim, w gminie Dąbrówno. W latach 1975–1998 miejscowość administracyjnie należała do województwa olsztyńskiego.
Wieś mazurska. Działa tu gospodarstwo agroturystyczne.

## Części wsi
| SIMC    | Nazwa    | Rodzaj    |
| ------- | -------- | --------- |
| 0472450 | Folągi   | część wsi |
| 0472466 | Zielonka | część wsi |

## Historia
Dokumenty lokacyjne wsi się nie zachowały. Prawdopodobnie Lewałd Wielki powstał w XIV w. W czasie wojen polsko-krzyżackich z początków XV wieku wieś została zniszczona. W 1414 r. z 17 włók aż 9 leżało odłogiem. W 1433 r. Paweł Russdorf nadał 9 włók Aleksandrowi z Rogożna. W 1468 r. niejaki Pielgrzym z Tymawy sprzedał 6 włok Wisławowi. W 1476 r. Tomasz z Groszkowa kupił 9 włók w Lewałdzie za kwotę 40 grzywien od Nicklisa z Ruszkowa.
W 1540 r. w Lewałdzie było 15 wolnych pruskich, dwóch chłopów i 9. zagrodników. W tym czasie na parafii w Lewałdzie nie było pastora, a wolni wnosili skargę na właściciela majątku ziemskiego - Quirina von Ölsnitza - za nałożenie na nich zbyt dużego obciążenia. Wspomniany Quirin von Ölsnitz w 1572 r. sprzedał wieś czynszową Lewałd, obejmującą 80 włók staroście działdowskiemu (Feliks Finck). W tym czasie w Lewałdzie aż 17 mieszczan z Dąbrówna posiadało ziemię w Lewałdzie (od 1 do 5 włók każdy). 23 wolnych od pańszczyzny chłopów posiadało od 3,5 do 4,5 włoki ziemi. Ponadto we wsi było jeszcze pięciu zagrodników. 
W 1717 r. Lewałd Wielki obejmował 41 włók ziemi i był wsią szkatułową. Krzysztof Reinhold posiadał w tym czasie 21 włók. Wolni chłopi, służący jako muszkieterzy, skarżyli się na niesprawiedliwy wymiar szarwarku. Jednakże dopiero w 1749 uwolniono ich od szarwarku. W 1783 r. Lewałd był wsią szlachecką z 30 domami.
W 1861 r. wieś i majątek ziemski łącznie obejmowały 5589 mórg ziemi i mieszkało tu 830 osób. W 1878 r. powstała w Lewałdzie pierwsza na Mazurach (i długo jedyna) biblioteka Towarzystwa Czytelni Ludowych. W 1895 r. wieś i majątek gospodarowały na 1138 ha.
W 1939 r. we wsi było 583 mieszkańców. Urodzony w Lewałdzie Alfred Kaczyński zginął w sierpniu 1942 r. w obozie zagłady w Sutthofie.
W 1974 r. do sołectwa Lewałd Wielki należały następujące miejscowości: osada Folągi (obecnie część wsi), wieś Lewał Wielki i wieś Stare Miasto. W tym czasie Lewałd należał do gminy Dąbrówno, powiat ostródzki.